# Tarn Taran (distrikt)
Tarn Taran är ett distrikt i Indien.   Det ligger i delstaten Punjab, i den norra delen av landet, 400 km nordväst om huvudstaden New Delhi. Antalet invånare är 1 119 627. Arean är 2,4 kvadratkilometer. Tarn Taran gränsar till Ferozepur och Kapurthala.
Terrängen i Tarn Taran är mycket platt.
Följande samhällen finns i Tarn Taran:
- Tarn Tāran
- Patti
- Khem Karan